# Гурьево (Ярославская область)
Гурьево — деревня в Покровской сельской администрации Покровского сельского поселения Рыбинского района Ярославской области.
Деревня расположена примерно в 1,5 км на восток от села Покров и автомобильной дороги Р104 на участке Углич — Рыбинск. Деревня находится в центре открытой равнины в междуречье Коровки и Черёмухи. Практически вместе с деревней находится деревня Ларинское, примерно в 1 км к югу — деревня Овсянниково, к северу — деревня Ивановское, к востоку и юго-востоку — лесной массив, за которым протекает река Черёмуха.
Деревня Гуньева указана на плане Генерального межевания Рыбинского уезда 1792 года.
На 1 января 2007 года постоянного населения в деревне не числилось. По почтовым данным в деревне 20 домов..